# Donald A. Henderson

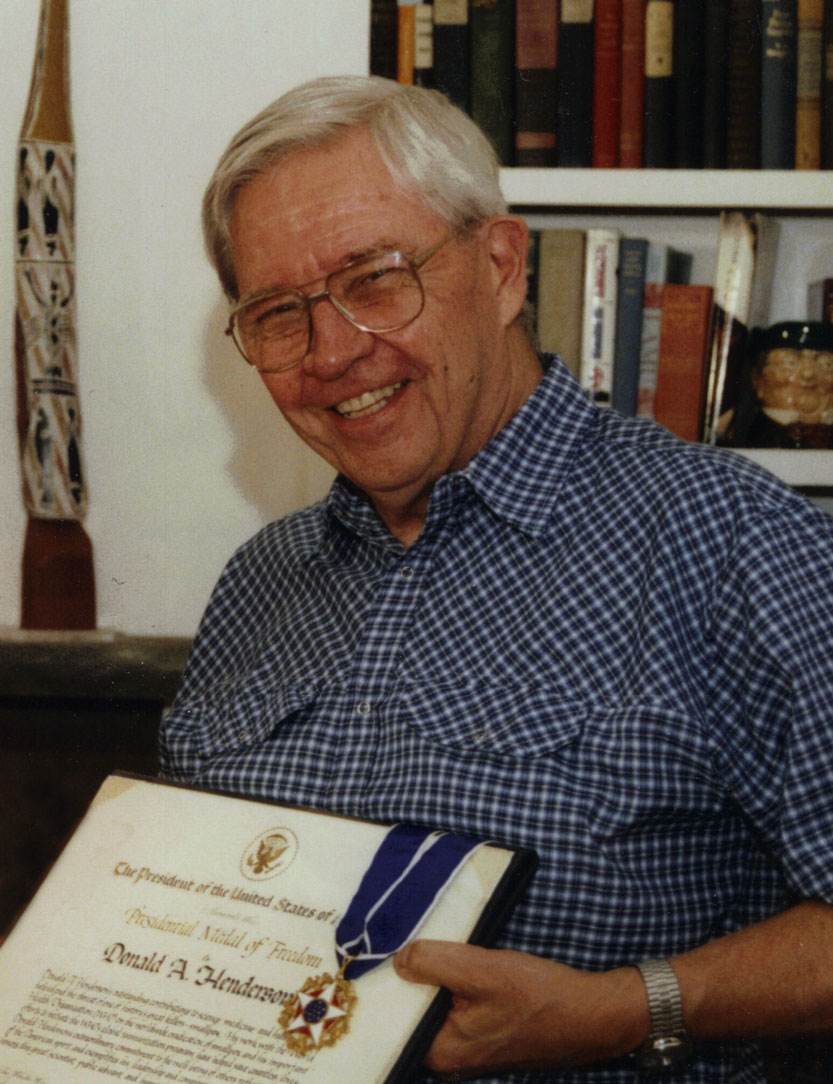
Donald Henderson, 2002

Donald Ainslie Henderson (* 7. September 1928 in Lakewood, Ohio; † 19. August 2016 in Towson, Maryland) war ein US-amerikanischer Mediziner (Epidemiologie), der durch seine führende Rolle in Kampagnen der WHO in den 1960er und 1970er Jahren zur Ausrottung der Pocken bekannt wurde.

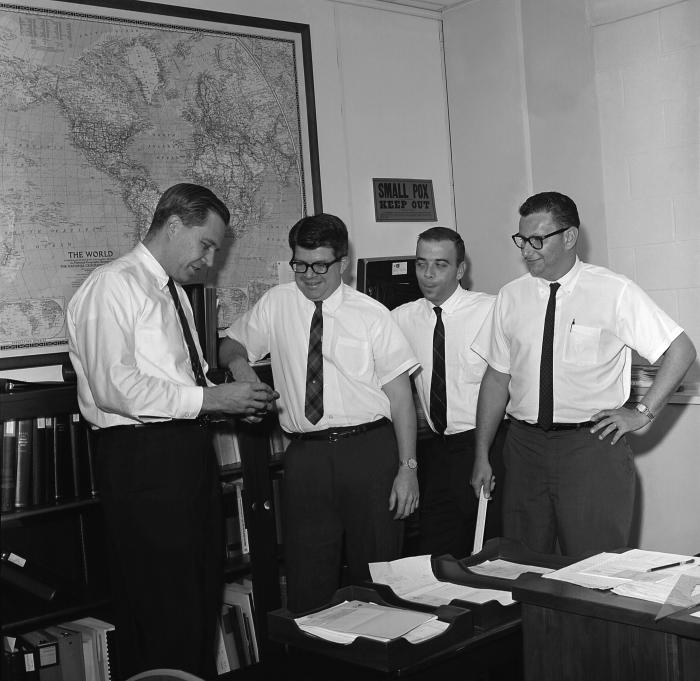
An der Kampagne zur Ausrottung der Pocken beteiligte Mediziner 1966 am CDC, von links: Henderson, J. Donald Millar, John J. Witte, Leo Morris

## Leben
Henderson studierte am Oberlin College (Bachelor-Abschluss 1950) und Medizin an der University of Rochester, wo er 1954 seinen M. D. Abschluss machte. Es folgte die Facharztausbildung (Internship, Residency) am Mary Imogen Bassett Hospital in Cooperstown in New York. 1960 erhielt er seinen Master in Public Health (M.P.H.) an der Johns Hopkins University (School of Hygiene and Public Health). 1955 bis 1957 und 1960 bis 1966 war er an den National Centers for Disease Control and Prevention (CDC, damals Communicable Disease Center), wo er eine Gruppe zur Überwachung von Pockenfällen leitete. Ab 1966 leitete er das Smallpox Eradication Programme, ein weltweites Programm der WHO zur Ausrottung der Pocken (die damals in Brasilien, Afrika und Südasien verbreitet waren), und zog dazu nach Genf. Im Rahmen des Programms war er an der Bekämpfung des letzten Ausbruchs der Seuche in Europa in Jugoslawien 1972 und an der Bekämpfung der großen Pockenepidemie in Indien 1974 beteiligt.  Er war auch maßgeblich daran beteiligt, im Auftrag der WHO ein globales Immunisierungsprogramm auf den Weg zu bringen, das unter anderem Kinder gegen Polio impfte. 1977 wurde der letzte Pockenfall in Somalia gemeldet und die Seuche gilt seitdem als ausgerottet.
1977 bis zu seiner Emeritierung 1990 war er Dekan der Johns Hopkins School of Public Health. 1998 war er Gründungsdirektor des Johns Hopkins Center for Civilian Biodefense Strategies. Außerdem hatte er hochrangige Positionen als Berater der US-Regierung, z. B. 1991 bis 1993 als Associate Director für den Bereich Biologie (Life Sciences) des Office of Science and Technology Policy beim US-Präsidenten und danach 1993 bis 1995 als leitender wissenschaftlicher Berater des Department of Health and Human Services (HSS) sowie Deputy Assistant Secretary of Health und Leiter des Council of Health Preparedness, wo er sich unter anderem mit der Abwehr von Bioterrorismus beschäftigte.
Henderson starb im August 2016 im Alter von 87 Jahren an Komplikationen nach einer Hüftfraktur im Gilchrist Hospice in Towson, Maryland.

## Ehrungen
1976 erhielt er den Ernst Jung-Preis, 1978 die Public Welfare Medal der National Academy of Sciences, 1983 einen Gairdner Foundation International Award, 1986 die National Medal of Science und die Mitgliedschaft in der American Academy of Arts and Sciences, 1988 den Japan-Preis, 1994 die Albert B. Sabin Goldmedaille, 1995 die John Stearns Medal der New York Academy of Medicine, 1996 die Edward Jenner Medal der Royal Society of Medicine, 2002 die Presidential Medal of Freedom und 2014 den Prinz-Mahidol-Preis. Er war vielfacher Ehrendoktor und Ehrenmitglied der New York Academy of Medicine.